# Ђумишића кућа
Породична кућа Ђумишића (Ђумишића кућа) је национални споменик Босне и Херцеговине. Налази се у Бања Луци у Републици Српској. Кућа потиче из друге половине 20. века и представља пример стамбене архитектуре из периода османске владавине Босном и Херцеговином.

## Локација добра
Породична кућа Ђумишића налази се улици Симе Пандуревића број 67, у бањалучком насељу Побрђе. Саграђена је на левој обали реке Врбас на око 95 метара удаљености од Харема Хаџи Османије џамије. Насеље Побрђе први пут се помиње у писаним изворима године 1851. када је у махали било 19 кућа. У документацији аустроугарских геометара из 1884. године уцртана је Ђумишића кућа. Сматра се да породица Ђумишић води порекло из вилајета Гумушхане, из Турске, где су се бавили рударством и били власници рудника сребра. Први досељеници били су браћа хаџи Бехрам и хаџи Осман који су се настанили у Бања Луци крајем 16. века. Све до аграрне реформе из 1945. године, њихови потомци били су једни од највећих земљопоседника у Босни и Херцеговини.

## Опис добра
Кућа породице Ђумишић налази се на плацу ограђеном каменом зиданом оградом са дрвеном капијом. Кућа има један главни и један помоћни улаз. Приземље дома грађено је масивним каменом дебљине између 78 и 90 центиметара. Кроз помоћни улаз приступа се мушкој соби (халвату) која је са остатком просторија чинила селамлук. Селамлук, односно мушка авлија, се налазио северно од куће и користио се за дружење мушкараца. Жене су биле у посебно делу познатом као женска авлија, који се налазио источно од породичног дома. Током 20. века у мушкој соби саграђено је дрвено степениште је повезано са диванханом на спрату. Мушка соба има два прозора која гледају на двориште. Под је поплочан дрветом а на плафону су видљиве дрвене греде. Главна врата водила су до женског дела куће а у приземљу се налази и просторија која је некада служила као магаза (кућна остава). На спрату куће налазе се три собе, кухиња и купатило. Иако су у већим деловима Босне и Херцеговине собе са огњиштем грађене у приземљу дома, у бањалучком крају су се оне углавном налазиле на спрату куће. Првобитно, кухиња није имала таваницу а дим је ишао директно у кровиште. Током година кухиња је добила дрвену таваницу и мали тавански простор. Највећа просторија на спрату је диванхана као централно место за окупљање гостију и укућана. На спрату се налази и такозвани женски ћошак, просторија намењена за девојке и жене.
Кућа породице Ђумишић грађена је од традиционалног материјала. Коришћен је локални масивни камен, ћерпич и дрво. Чађ на дрвеној кровној конструкцији указује да кров потиче из периода када кухиња није имала таваницу и када је дим из огњишта ишао директно ка крову.

## Степен заштите
Почетком 2007. године, сестре Џехва, Паша Емина Ђумишић поднели су предлог Комисији за националне споменике Босне и Херцеговине да се њихова породична кућа уврсти у заштићена добра. Комисија је усвојила предлог и на фебруара 2010. године донела одлуку да њихов породични дом прогласи за историјску грађевину и споменик културе.
Земљотрес у Бањалуци 1969. године магнитуде 6,4 оштетио је кућу. Процењено је да је око 35% куће знатно оштећено. Елаборат за обнову није до краја испоштован и кућа је претрпела мање промене. Водница у којој је био нужник и посуде са водом срушена је у међувремену.
Поред породичне куће, сестре Ђумишић желеле су да завештају породичну збирку докумената, рукописа, часописа и књига. Оне су поклониле библиотеци 64 рукописа на арапском, турском и персијском језику, 1159 оригиналних докумената на османском језику, 740 примерака периодичних часописа и 64 старих књига међу којима је и прво издање Љубибратићевог превода Курана. Старост рукописа се креће од 150 до 600 година и представљају важну историјску литературу. Проучавањем докумената, идентификовано је преко 1000 знаменитих људи као и важни догађаји који сведоче о историји Босне и Херцеговине за време владавине Османског царства.